# 기누가사 데이노스케
기누가사 데이노스케(衣笠 貞之助, 1896년 1월 1일 ~ 1982년 2월 26일)는 일본의 배우이자 영화 감독이다. 본명은 고가메 데이노스케(小亀 貞之助)이며, 미에현 출신이다. 영화 《지옥문》으로 1954년 칸 영화제 황금종려상을 수상했다.

## 감독 작품
- 1953년 《지옥문》